# لوئیس آلوی
لوئیس آلوی (انگلیسی: Luis Aloy; ۸ فوریهٔ ۱۹۳۰ – ۸ ژوئن ۲۰۱۲) بازیکن سابق فوتبال و مربی کنونی اهل اسپانیا است.

## دوران حرفه‌ای
آلوی که در سانتا کلما د گرامنت، بارسلونا، کاتالونیا به دنیا آمد، بین سال‌های ۱۹۵۰ تا ۱۹۵۴ به عنوان هافبک برای باشگاه بارسلونا بازی کرد. او بعد از بارسلونا برای رئال اوید|و، کادیس، سابادل و فیگرس بازی کرد.
آلوی بعدها سرمربی بارسلونا اتلتیک و رئال وایادولید شد.